# Órganon

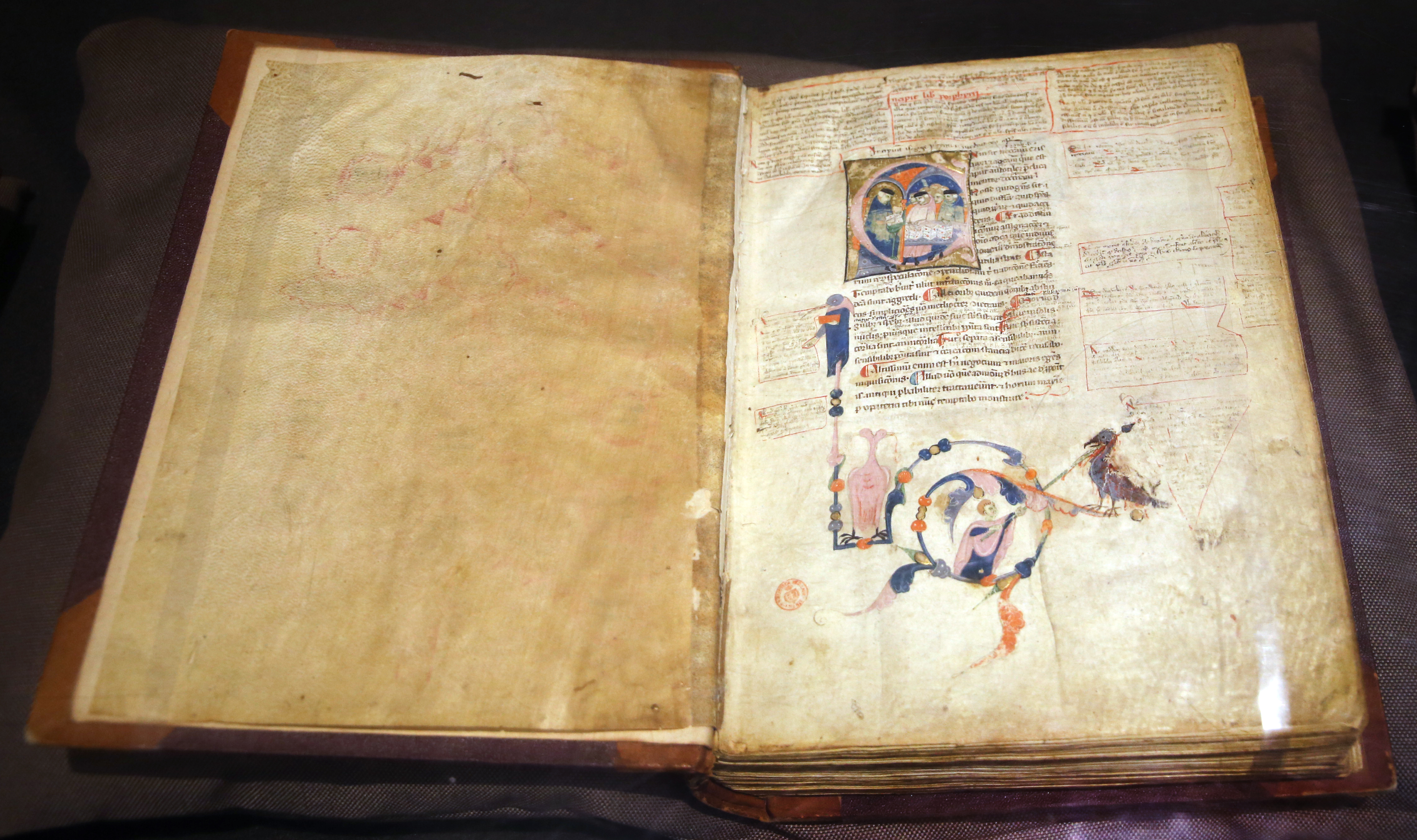
Órganon

El Órganon (del griego antiguo όργανον, "instrumento") es un conjunto de obras de lógica escritas por Aristóteles y compiladas por Andrónico de Rodas siglos más tarde. Recibió su nombre en la Edad Media.
Estas obras son compuestas por Aristóteles a lo largo de un amplio periodo de tiempo, constituyen el nacimiento de la lógica aristotélica como disciplina académica, capaz de analizar argumentos y determinar su validez mediante las reglas formales del silogismo.

## Obras
Las seis obras que componen el Organon son De las categorías, Sobre la interpretación, Refutaciones sofísticas, Primeros analíticos, Segundos analíticos y Tópicos.

### De las categorías
De las categorías, es una obra parte del Organon, su nombre proviene del latín Categoriae (en gr. Κατηγορίαι Katēgoríai). Introduce la clasificación en 10 términos de todo aquello que existe. Estas categorías son: sustancia, cantidad, cualidad, relación, lugar, tiempo, posición, posesión, acción y pasión.
El tema central de esta obra lo constituye la predicación, es decir, la atribución de un predicado a un sujeto. En el primer capítulo aparece la definición de los términos homónimos (mismo nombre, diferente significado), sinónimos (igual o diferente nombre, mismo significado) y parónimos (términos derivados uno de otro). El segundo capítulo es un estudio de las expresiones, que quedan clasificadas en dos grupos: expresiones sin enlace, es decir, nombres comunes, verbos atributos, como "hombre, corre, vence" y expresiones con enlace, que serían proposiciones del tipo "el hombre corre", "el hombre vence". El capítulo tercero se ocupa en propiedad de la atribución de un predicado a un sujeto, es decir, la relación entre las expresiones con enlace definidas en el capítulo anterior.
El cuarto capítulo define los diferentes significados de la atribución entre expresiones sin enlace o categorías, de las cuales enumera diez: sustancia, cantidad, cualidad, relación, lugar, tiempo, posición, posesión, acción y pasión. Los términos sin enlace solo afirman o niegan algo cuando se relacionan con otras expresiones. El capítulo quinto se ocupa de la definición de sustancia, en la que distingue entre sustancia primera, es decir, aquello que no se puede predicar de ningún sujeto, ni tampoco se halla en el propio sujeto puesto que es el sujeto mismo, el individuo; y sustancia segunda, el género y la especie a los que pertenece el individuo.
Por último, los capítulos del seis al nueve ofrecen un estudio detallado de las demás categorías o modos de predicación, mientras que los últimos capítulos tratan de los opuestos, los contrarios, lo anterior lo simultáneo, el movimiento y la categoría de posesión.
En el siglo III Porfirio escribió una introducción al libro de las Categorías, bajo el nombre de Isagoge. Esta introducción llegó a ser de tal importancia que se empleó en la Edad Media como lectura obligatoria de las escuelas filosóficas.

### Sobre la interpretación
Esta obra es conocida como lat. De Interpretatione o gr. Περὶ Ἑρμηνείας (Peri Hermeneias). Es el segundo texto del Organon aristotélico, en el que Estagirita define diferentes tipos de juicio: simples y compuestos; particulares y universales; afirmativos y negativos. También trata la contradicción. Contiene importantes contribuciones de Aristóteles a la filosofía del lenguaje.
Se trata de un tratado de lógica dedicado al estudio de los juicios o proposiciones, que viene a ser la continuación natural de las Categorías, dedicadas al estudio de la predicación. En primer lugar, De la interpretación se ocupa de las relaciones existentes entre pensamiento y lenguaje, afirmando que la verdad o el error no reside en las palabras, sino en la relación que se establece entre éstas por medio de las proposiciones o juicios. Seguidamente analiza los elementos que constituyen las sentencias: el nombre, al que dedica el capítulo segundo, y el verbo, al que le dedica el tercero, mientras que en el cuarto se afirma que toda sentencia es un juicio. A partir del capítulo quinto Aristóteles inicia el estudio de los juicios, que por estructura quedan clasificados en simples y compuestos; por cantidad en particulares y universales y por cualidad en afirmativos o negativos.
En el capítulo sexto se ocupa de los diferentes casos de oposición entre juicios, es decir, de la contradicción, mientras que el capítulo octavo hace alusión al caso concreto de los juicios singulares. Del capítulo noveno en adelante se analizan los juicios referidos al futuro en oposición a los referidos al pasado o al presente; la naturaleza de las cuestiones dialécticas; los juicios que afirman o niegan lo posible, lo imposible, lo contingente y lo necesario, así como sus contradicciones propias. Por último, en el capítulo XIII se estudian las relaciones existentes entre los juicios anteriores, entre lo actual y lo posible y las tres clases de entidades.

### Primeros analíticos
Los Primeros analíticos (del silogismo) (del Latín Analytica Priora) introducen su método silogístico, argumenta su corrección y discute la inferencia inductiva.
Redactada con posterioridad a los Tópicos, pero situada en el Organon antes que éstos, consta de dos libros dedicados al razonamiento silogístico. El libro primero se inicia con una exposición de la teoría formal sobre el silogismo, que consta de tres proposiciones relacionadas de la siguiente forma:
```
A es B y C es A, luego C es B.
```

Las dos primeras proposiciones constituyen las premisas del razonamiento, llamadas mayor, la primera, y menor, la segunda; la tercera proposición recibe el nombre de conclusión. Entre las premisas y la conclusión hay tres términos o conceptos, repetidos de dos en dos. El término repetido en las premisas se denomina término medio, ya que relaciona los otros dos, que forman la conclusión; de tal modo que el término que constituye el predicado de la conclusión se denomina término mayor, y el sujeto, término menor. Por lo tanto, el silogismo consiste en justificar la correspondencia de un predicado a un sujeto en la conclusión, por la introducción de un término medio en las premisas.
Según cuál sea la posición del término medio en las premisas, los silogismos pueden clasificarse en diferentes figuras, como son: 1º) Sujeto-Predicado; 2º) Predicado-Predicado; y 3º) Sujeto-Sujeto. Aristóteles pasa por alto la relación Predicado-Sujeto, pues opina que no difiere de la primera figura más que en la inversión de las premisas. En el seno de cada figura se diferencia entre modos, válidos según la cantidad -universal o particular- y la cualidad -afirmativo o negativo- de las proposiciones que las componen, pero afirma que solo los de la primera figura se demuestran directamente. Los restantes capítulos del libro primero tratan de la formulación de silogismos, ya sean de orden general, o de acuerdo a determinados fines. También se ofrecen casos prácticos, orientaciones y consejos.
El libro segundo se ocupa de los diversos aspectos y propiedades del silogismo: inferir más de una conclusión de las mismas premisas, deducir conclusiones verdaderas de premisas falsas, etc., así como de otros métodos de razonamiento: inducción, probabilidad, etc.

### Segundos analíticos
Los Segundos analíticos (de la demostración) (prov. del Latín Analytica Posteriora)  discute el razonamiento correcto en general.
Después de ocuparse del razonamiento silogístico, en su siguiente obra lógica Aristóteles se dedica a la aplicación del silogismo en la demostración, en cuanto a que conduce a un saber de orden científico. El libro primero expone que todo saber proviene de un conocimiento preexistente, pero Solo poseemos conocimiento científico de una cosa cuando conocemos su causa, por lo cual se establece que la ciencia es un saber demostrativo. La demostración se fundamenta en un silogismo cuyas premisas son verdaderas, primarias, inmediatas y mejor conocidas que la conclusión. El término medio, que constituye la causa de una cosa, se presenta como el elemento central de la demostración, siendo la primera figura silogística el verdadero tipo de silogismo científico. El silogismo demostrativo puede tener unas premisas que a su vez sean conclusiones de otras demostraciones, y así sucesivamente, pero el proceso no puede ser infinito porque faltaría un fundamento último para la demostración. Así pues, hay unas verdaderos fundamentales que son indemostrables, evidentes y primeros principios de demostración, unos de ellos comunes a toda demostración, axiomas, y otros peculiares a cada ciencia, definiciones.
El libro segundo se ocupa de las formas de investigación, y en él se afirma que todas ellas van referidas al término medio. Continúa con el análisis de las características de la definición, de la deducción y de sus diferencias. Por último, expone que la mente individual llega a conocer las verdades fundamentales mediante la inducción de lo particular a lo general, pero que es la intuición intelectual -noésis- la que aprehende este universal.

### Tópicos
Los Tópicos de la dialéctica (del Latín Tópica), tratan temas sobre la construcción de argumentos válidos, y las inferencias probables, en lugar de las ciertas. Es en este tratado que Aristóteles menciona la idea de los predicados, que fue desarrollada posteriormente por Porfirio y los lógicos escolásticos.
Esta obra, compuesta de ocho libros, de redacción anterior a los Analíticos pero situada después de éstos en el Organon, está dedicada al estudio del silogismo dialéctico, en cuanto que conduce a una conclusión probable. Los tres primeros capítulos del libro primero constituyen la introducción. Los capítulos siguientes son un estudio genérico de las proposiciones según la naturaleza del predicado, de la identidad, la relación de los predicables con las categorías, el razonamiento dialéctico y la inducción. El cuerpo de la obra, del libro II al VII, versa sobre los tópicos -lugares comunes- de los que brotan los argumentos, y que son: el accidente, el género, la propiedad, la definición y la identidad. El libro octavo contiene orientaciones prácticas sobre la dialéctica: cómo estructurar, presentar o formular las cuestiones; cómo responder, etc.
En definitiva, Aristóteles examina en el conjunto de esta obra los procedimientos sistemáticos que permiten convencer con un grado aceptable de verosimilitud, pero que resultan insuficientes como para otorgarles el valor de certeza más cercano a la verdad. Por esta razón, la dialéctica queda excluida del dominio de la ciencia.

### Refutaciones sofísticas
Las Refutaciones sofísticas (de las falacias y paralogismos), es un tratado sobre falacias lógicas, su nombre proviene del Latín De Sophisticis Elenchis'
Sobre la base de criterios de extensión -34 capítulos- y continuidad de contenido, el tratado las Refutaciones sofísticas fue situado después de los Tópicos en el Organon, cumpliendo en él la función de apéndice o noveno libro. Trata acerca de los silogismos sofísticos, argumentos que solían emplear en sus discursos los sofistas y que, en opinión del Estagirita, inducen a equívocos debido a su carácter vicioso y a su falta de verdadera consecuencia y de articulación lógica.
Aristóteles hace patente su enorme inquietud por la deformación pedagógica provocada por esta clase de silogismos. No obstante, considera necesario su estudio aunque no para emplearlos, sino precisamente para evitar su uso. En consecuencia, la postura del Estagirita se sitúa en una línea opuesta a la de los sofistas y cercana, por el contrario, a la de Platón y Sócrates.

## Controversia sobre la lógica aristotélica y el Órganon
Lo que tradicionalmente se conoce como lógica aristotélica puede llegar a ofrecer problemas. En primer lugar, la noción de la lógica como organon (instrumento) de la filosofía parece difícil de rastrear en Aristóteles. Tal idea de la lógica supone una clara división entre ella y el resto de las disciplinas filosóficas como ética, física o metafísica. En efecto, apenas unos fragmentos del inicio de sus Tópicos sugieren que Aristóteles concibió su lógica como una parte de la filosofía.
Cuando Aristóteles afirma en sus Refutaciones Sofísticas que es el inventor de la lógica, se refiere únicamente a la lógica formal representada en el silogismo. Esta precisión debe ser tomada en cuenta puesto que la lógica es anterior a Aristóteles en su vertiente de lógica informal, como él mismo reconoce. En efecto, Platón es el padre de la lógica informal: sus diálogos muestran que la discusión tiene un papel preponderante en la filosofía. La diferencia de esta postura es que la dialéctica de Platón no se puede considerar como una parte o división de la filosofía. Para Platón la lógica informal no era concebida como una herramienta útil para la filosofía; sino que en la discusión la filosofía encontraba su realización plena. Así, Platón piensa que la lógica revela el modo en el que está estructurada la realidad. Según la noción clásica de la lógica aristotélica como organon, la ciencia de la discusión es una ciencia de segundo grado. Ya no es la dialéctica quien nos revela la verdad misma, sino que es un entrenamiento para después emprender las investigaciones venideras.
Ante el problema de si la lógica es para Aristóteles una parte de la filosofía, existen serias dudas al respecto. La teoría de la lógica como una parte de la filosofía se tiene registrada a partir de los estoicos y no de Aristóteles. Esto adquiere relevancia al tener en mente que las ediciones y títulos actuales de las obras de Aristóteles fueron realizadas hasta el S. I por Andrónico de Rodas. De tal modo que podría darse el caso que la edición de las obras de Aristóteles fue influenciada por la teoría estoica de la filosofía. Investigaciones actuales han reforzado estas dudas alegando que obras como Categorías o De la Interpretación no cumplen cabalmente con el programa de la lógica formal. Recordemos que la tradición ha creído que los textos de la lógica aristotélica son en el siguiente orden: Categorías, De la Interpretación, Analíticos Primeros, Analíticos Segundos, Tópicos, Sobre las refutaciones sofísticas.
Por último, la tradición árabe aporta más elementos para dudar que Aristóteles concibió un sistema lógico dentro de su filosofía. En la tradición árabe se agregan las obras Retórica y Poética al aparato lógico de Aristóteles. Esto es notable, en tanto que la tradición latina jamás imaginó que en tales obras existiera un aparato silogístico. Con todas las dudas que esto pueda generar, es notable la discrepancia histórica sobre qué es la lógica aristótelica. Esto no hace más que sugerir que Aristóteles no se propuso crear una lógica como sistema, ya que los fragmentos sobre ello son menores.

## Edición en español
- Aristóteles (1982, 1988). Tratados de Lógica. Traducción Miguel Candel Sanmartín. Obra completa. Biblioteca Clásica Gredos, Editorial Gredos. ISBN 978-84-249-1663-3.
  - Volumen I: Órganon I. 1982. ISBN 978-84-249-0232-2.
  - Volumen II: Órganon II. 1988. ISBN 978-84-249-1288-8.